# Дечу
Дечу (кит. упр. 德曲) — река в провинции Цинхай, левый приток Янцзы.

## География
Исток реки находится в уезде Чумарлеб. Сначала река (в верхнем течении носящая название Чжэгакао) течёт на северо-восток, но, встретив хребет Баян-Хара-Ула, поворачивает на юго-восток, а затем течёт на юг и даже, петляя, на юго-запад, в итоге впадая в Тунтяньхэ (Янцзы).
Естественный перепад составляет 924 метра. Теоретический запас гидроэнергии составляют 100 000 киловатт.
Среднее годовое количество осадков составляет 710 мм. Самый влажный месяц — июль, в среднем выпадает 170 мм осадков, а самый сухой ноябрь (4 мм) осадков.

## Притоки
Основными притоками являются:
- Цзеучу (кит. упр. 解吾曲, пиньинь Jiě wú qū) — 34°05′23″ с. ш. 96°33′17″ в. д.HGЯO
- Бучу (кит. упр. 布曲, пиньинь Bù qū) — 33°51′54″ с. ш. 96°28′29″ в. д.HGЯO